# British Showjumping Association
Die British Showjumping Association, kurz BSJA, ist der britische Verband für Springreiten in Großbritannien.
Die BSJA wurde 1923 vom damaligen Earl of Lonsdale gegründet und verzeichnete anfangs 197 Mitglieder. Es ist eine von 16 Organisationen, die Teil der British Equestrian Federation sind. Die BSJA stellt die Reiter für das Vereinigte Königreich bei internationalen Wettbewerben und legt die Regeln bei einheimischen Springturnieren fest, von denen sie 4200 jährlich organisiert. Im Jahr 2008 hatte der Verband 17 691 Mitglieder mit 18 962 registrierten Pferden und Ponys. Aktuelle Vorsitzende des Verwaltungsrats ist Liz Edgar.